# خاندان موراکامی

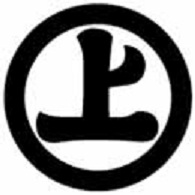
مون خاندان

خاندان موراکامی (به ژاپنی: 村上氏)، خاندان‌های ژاپنی متعددی به این نام وجود دارد که برخی از خاندان‌ها از نظر خونی به هم مرتبط هستند و برخی دیگر به همدیگر ارتباط ندارند.

## خاندان شینانوموراکامی
خاندان شینانوموراکامی شاخه‌ای از خاندان کاواچی-گنجی اشاره دارد که توسط موراکامی یوشیکیو در دوره سنگوکو نمایندگی می‌شد.